# Mark Robinson (Politiker)

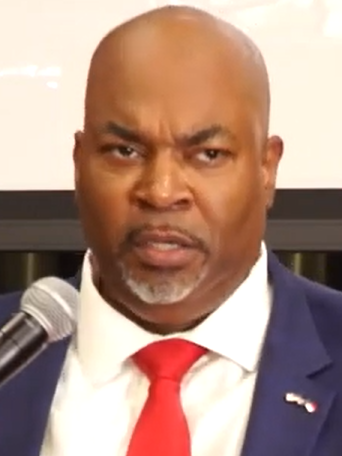
Mark Robinson (2022)

Mark Keith Robinson (* 8. August 1968 in Greensboro, North Carolina) ist ein rechtsextremer US-amerikanischer Politiker der Republikanischen Partei. Von Januar 2021 bis Januar 2025 war er der erste schwarze Vizegouverneur des Bundesstaates North Carolina.

## Privatleben und Ausbildung
Robinson wurde 1968 in Greensboro als neuntes von zehn Kindern einer armen Familie geboren. Er ist US-Army-Veteran. Neben seiner Arbeit als Möbelbauer studierte er Geschichte an der University of North Carolina at Greensboro, seinen Bachelor-Abschluss erreichte er im Dezember 2022. Robinson ist verheiratet und hat zwei Kinder.

## Politische Karriere
Robinson wurde 2018 durch ein Video von seiner Rede über den 2. Zusatzartikel zur Verfassung der Vereinigten Staaten in der Stadtversammlung von Greensboro bekannt, das bis Februar 2021 über 200 Millionen Aufrufe hatte.
Im November 2020 gewann er mit 51,6 % gegen seine demokratische Gegnerin Yvonne Lewis Holley die Wahl zum Vizegouverneur von North Carolina. Im März 2024 sicherte er sich als erster Afroamerikaner die Nominierung der Republikaner für das Amt des Gouverneurs von North Carolina. Er verlor die Wahl am 5. November 2024 deutlich mit lediglich 40,09 % der abgegebenen Stimmen gegen Josh Stein, der 54,89 % der Stimmen erhielt. Die Kandidatur war von Medienberichten über Pornokonsum und Online-Kommentaren behindert gewesen. Eine gegen CNN gerichtete Klage deswegen zog Robinson Ende Januar 2025 zurück und er erklärte, dass er für kein öffentliches Amt mehr kandidieren werde.

### Politische Ansichten
Robinson gilt als „außergewöhnlich rechter“ und tief im modernen evangelikalen Christentum verwurzelter Politiker, der u. a. als „republikanischer Flammenwerfer“ und als „schriller und ungefilterter konservativer Kulturkrieger“ beschrieben wurde. Er ist gegen Schwangerschaftsabbrüche und leugnet den menschengemachten Klimawandel. Des Weiteren setzt er sich dafür ein, Naturwissenschaften und Geschichte zwischen der ersten bis fünften Jahrgangsstufe abzuschaffen.
Robinson verbreitete mehrfach Verschwörungstheorien. Im März 2023 stellte er in sozialen Medien wie Facebook die Ermordung von sechs Millionen Juden im Zweiten Weltkrieg infrage. Wegen dieser Holocaustleugnung wurde Robinson sowohl von Demokraten als auch Republikanern kritisiert. Er fiel ebenso durch homophobe, antisemitische, islamfeindliche und rassistische Aussagen auf.
In der Vergangenheit äußerte er auch Lob für Adolf Hitler und erklärte 2012, während der Regierungszeit von Barack Obama, er würde „Hitler dem Scheiß in Washington vorziehen“. Homosexuelle und Transgender bezeichnete er 2021 als „Abschaum“ und „Maden“. 2024 wurde bekannt, dass sich Robinson zwischen 2008 und 2012 auf einer Pornowebsite namens „Nacktes Afrika“ als „Perverser“ und „schwarzer Nazi“ bezeichnet haben soll. Dort erklärte er auch, Sklaverei sei „nicht schlecht. Manche Leute sollten Sklaven sein. Ich wünschte, jemand würde Sklaverei wiederbringen. Ich würde sicher ein paar kaufen“.
Überlebende des Schulmassakers von Parkland, die sich für Waffenkontrolle einsetzten, bezeichnete er als „verwöhnte, wütende, besserwisserische Kinder“.